# Districtul Szécsény
Szécsény (în maghiară Szécsényi járás) este un district în județul Nógrád, Ungaria.
Districtul are o suprafață de 285,26 km2 și o populație de 19.537 locuitori (2013).